# József Bessenyei
József Bessenyei (1949-2023) est un historien, professeur d'université et chercheur hongrois de la période moderne.

## Biographie
Après des études secondaires au lycée François II Rákóczi de Budapest il étudie l'histoire, la bibliologie et l'archivage à la Faculté des sciences humaines de l'Université Loránd-Eötvös. En 1978, après avoir obtenu son diplôme, il commence à travailler à l'Institut d'histoire de l'Académie hongroise des sciences et, à partir de 1992, est chargé de cours à l'Université de Miskolc. Chef de département de 1993 à 2007, il est vice-doyen de la Faculté des lettres et des sciences humaines de 1993 à 2001. Professeur habilité à partir de 1998, il est professeur d'université en 1999 et Doyen de la faculté de 2001 à 2005.
Il s'intéresse au début de sa carrière universitaire aux sources historiques de l'époque et aux questions d'histoire politique, puis son attention se tourne vers l'histoire économique et l'histoire des parlements du XVIIe siècle.
Il soutient sa thèse de doctorat en histoire en 1993 et sa thèse de doctorat académique en 2004. Il est membre de la Société historique hongroise, du sous-comité national des historiens hongrois, du comité d'histoire économique du département de philosophie et d'histoire de l'Académie hongroise des sciences, de la Commission internationale pour l'histoire des institutions représentatives et parlementaires ( International Commission for the History of Representative and Parliamentary Institution), de l'Institut d'étude de la période moderne (Institut für die Erforschung der Frühen Neuzeit) et de l'organisme public de l'Académie hongroise des sciences.
Ses domaines de recherches sont l'histoire économique de l'Europe centrale aux XVIe-XVIIe siècles, l'histoire politique du royaume de Hongrie aux XVIe-XVIIe siècles ainsi que les procès en sorcellerie en Hongrie. 

## Prix et distinctions
- 1997: Bourse de la chaire Széchenyi - Széchenyi Professzori Ösztöndíj
- 1998: « Médaille commémorative de la Faculté des sciences humaines » - „Bölcsészkari Emlékérem”
- 2001: Prix scientifique distingué - Kitüntető Tudományos Díj
- 2002: Médaille commémorative « Connaissance pour la Hongrie » - Tudással Magyarországért emlékérem
- 2003: „Signum Aureum”
- 2005: Plaque commémorative de l'enseignement supérieur hongrois -  Magyar Felsőoktatásért emlékplakett

### Sources
- Révai új lexikona II. (Bak–Bia). Főszerk. Kollega Tarsoly István. Szekszárd: Babits. 1998. 930. o.  (ISBN 963-901-540-7)
- Hermann Péter, "MTI Ki kicsoda 2009", Magyar Távirati Iroda, 2008.